# St-Martin (Ableiges)

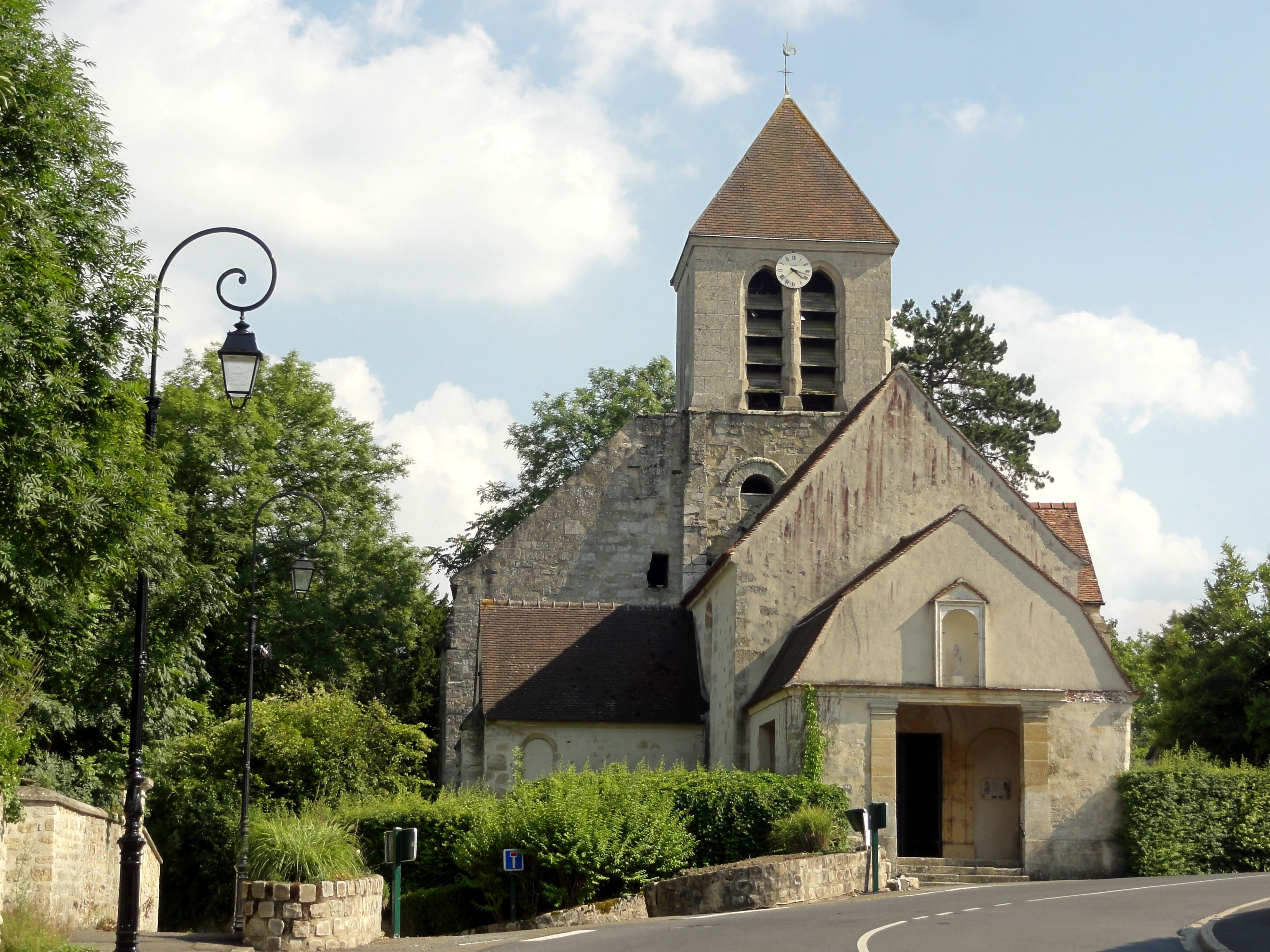
St-Martin in Ableiges

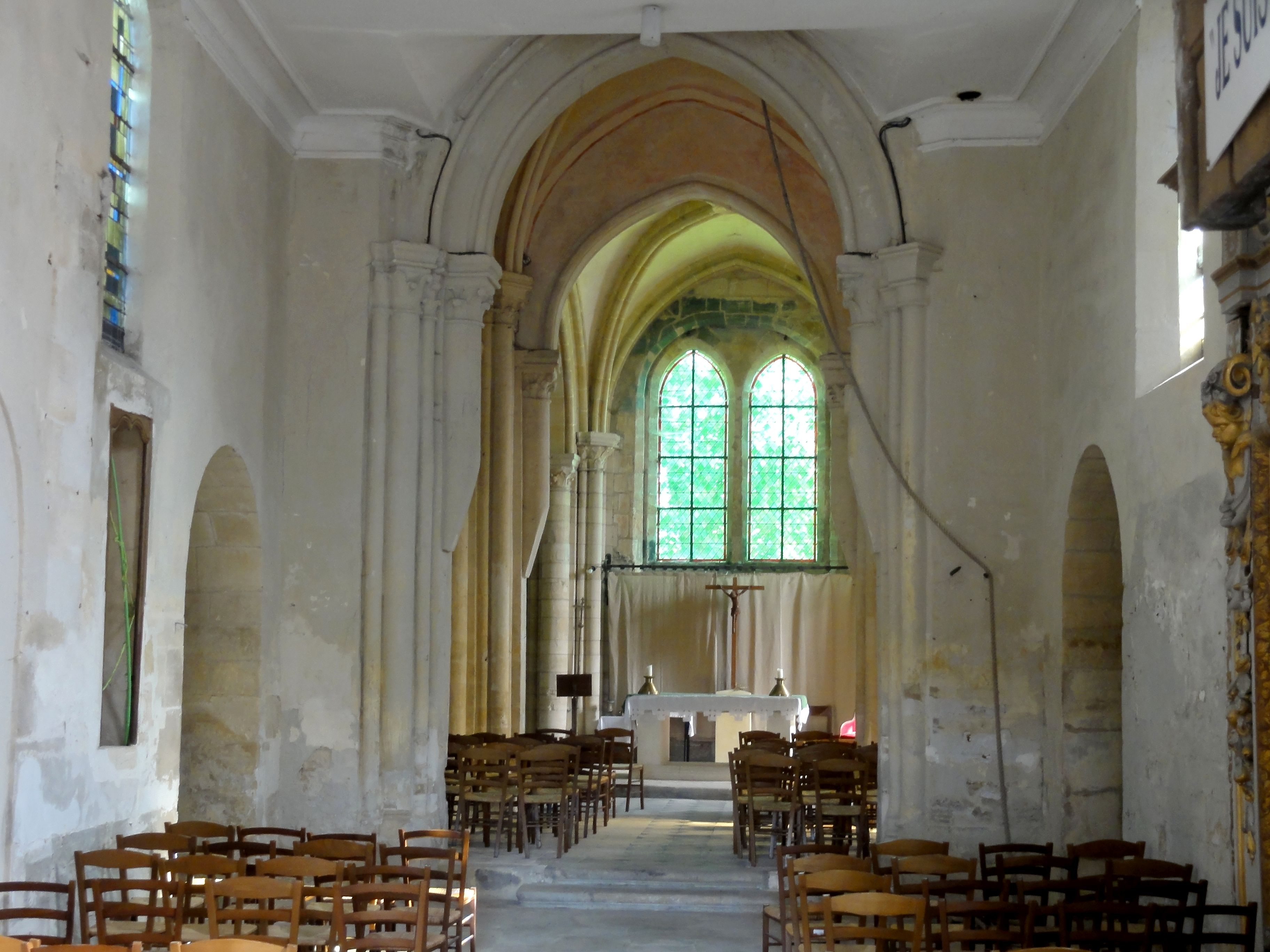
Innenansicht

Die katholische Kirche St-Martin in Ableiges, einer französischen Gemeinde im Département Val-d’Oise in der Region Île-de-France, wurde ab dem 13. Jahrhundert errichtet. Das Bauwerk steht seit 1931 als Monument historique auf der Liste der Baudenkmäler in Frankreich.

## Geschichte
Die Kirche wurde an der Stelle eines romanischen Vorgängerbaus, von dem noch Teile im Unterbau des Turmes erhalten sind, errichtet. Der Raum unter dem Dach des Kirchenschiffs wurde als Scheune verwendet. Der Turm wurde im 16. Jahrhundert erhöht.

## Ausstattung
In der Kirche befinden sich eine Muttergottes aus dem 14. Jahrhundert, in schlechtem Zustand, und ein Grabstein für Gilles-Marie de Maupeou († 1745).